# 巴斯克地区是的

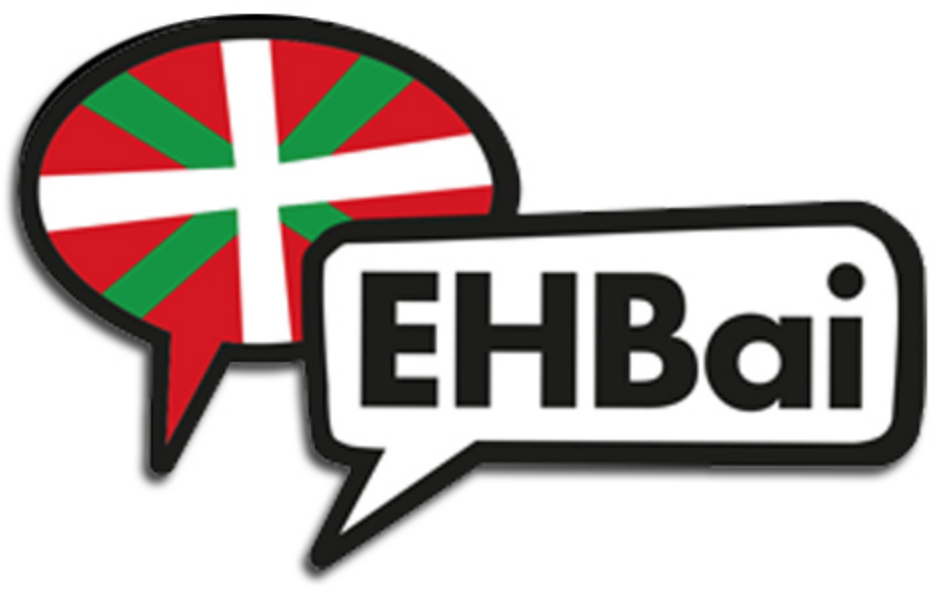
巴斯克地区是的标志

巴斯克地区是的（缩写为EH Bai）是法国的一个巴斯克人左翼民族主义政党。2007年，它作为选举联盟成立，由爱国联盟、巴斯克团结和团结组成。2013年，“团结”解散，由“创造”取而代之。2022年11月，它改组为单一政党。